# Suzanne Masson
Suzanne Masson (nascida em Doullens, França, em 10 de julho de 1901, morreu em 1º de novembro de 1943 em Hamburgo, Alemanha) era uma ativista sindical e comunista, que foi executada por seu trabalho na Resistência Francesa durante a Segunda Guerra Mundial.